# Ludlow (Kentucky)
Ludlow és una població dels Estats Units a l'estat de Kentucky. Segons el cens del 2000 tenia 4.409 habitants.

## Demografia
Segons el cens del 2000, Ludlow tenia 4.409 habitants, 1.739 habitatges, i 1.135 famílies. La densitat de població era de 1.979,4 habitants/km².
Dels 1.739 habitatges en un 33,9% hi vivien nens de menys de 18 anys, en un 43,5% hi vivien parelles casades, en un 15,2% dones solteres, i en un 34,7% no eren unitats familiars. En el 30,2% dels habitatges hi vivien persones soles l'11,8% de les quals corresponia a persones de 65 anys o més que vivien soles. El nombre mitjà de persones vivint en cada habitatge era de 2,54 i el nombre mitjà de persones que vivien en cada família era de 3,18.
Per edats la població es repartia de la següent manera: un 28,8% tenia menys de 18 anys, un 8,9% entre 18 i 24, un 31,3% entre 25 i 44, un 18,8% de 45 a 60 i un 12,2% 65 anys o més.
L'edat mediana era de 34 anys. Per cada 100 dones de 18 o més anys hi havia 91,2 homes.
La renda mediana per habitatge era de 35.509 $ i la renda mediana per família de 44.441 $. Els homes tenien una renda mediana de 34.890 $ mentre que les dones 26.714 $. La renda per capita de la població era de 16.015 $. Entorn del 8,8% de les famílies i l'11% de la població estaven per davall del llindar de pobresa.

## Poblacions més properes
El següent diagrama mostra les poblacions més properes.